# روفيريتو

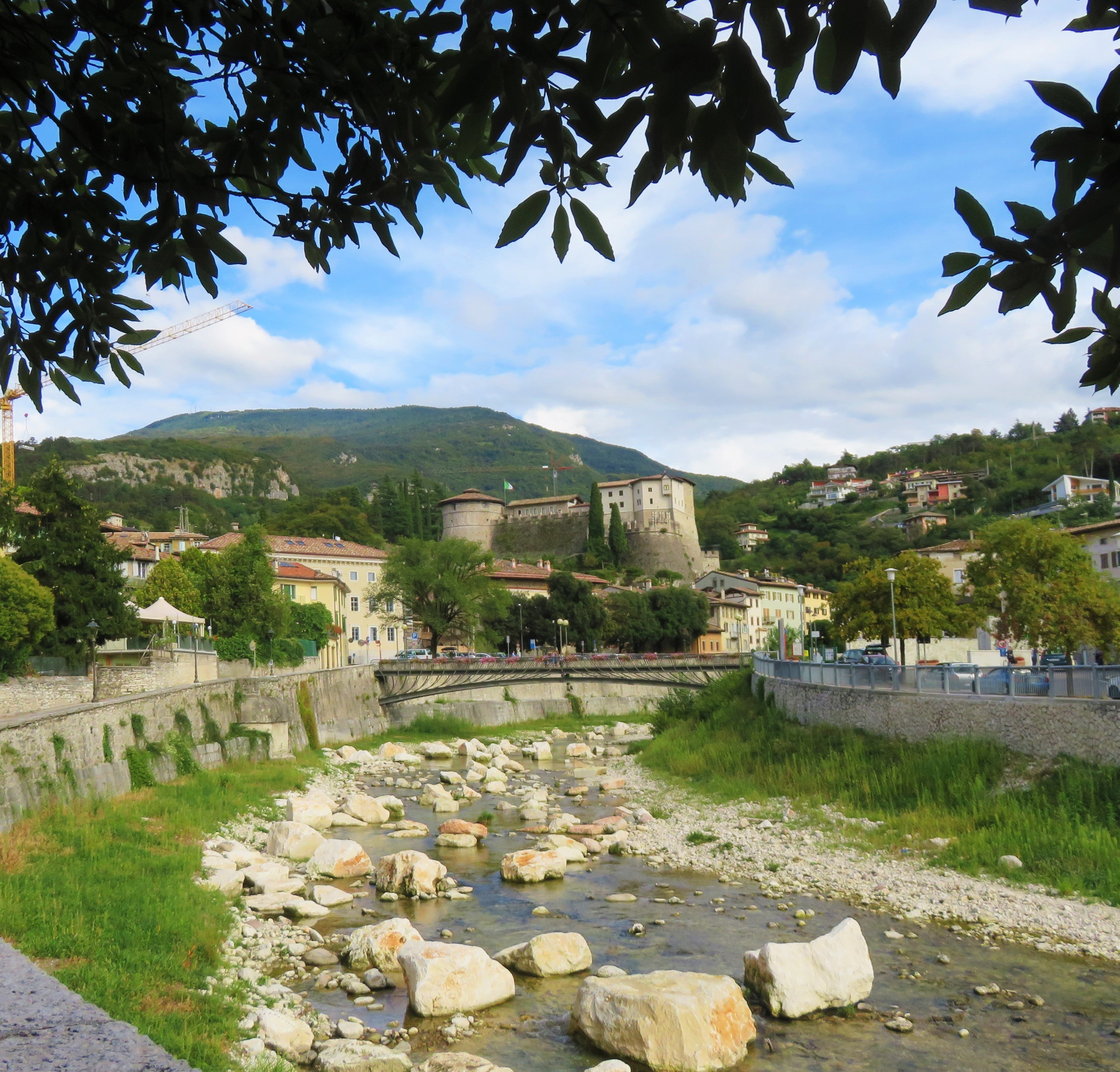
روفيريتو القلعة.

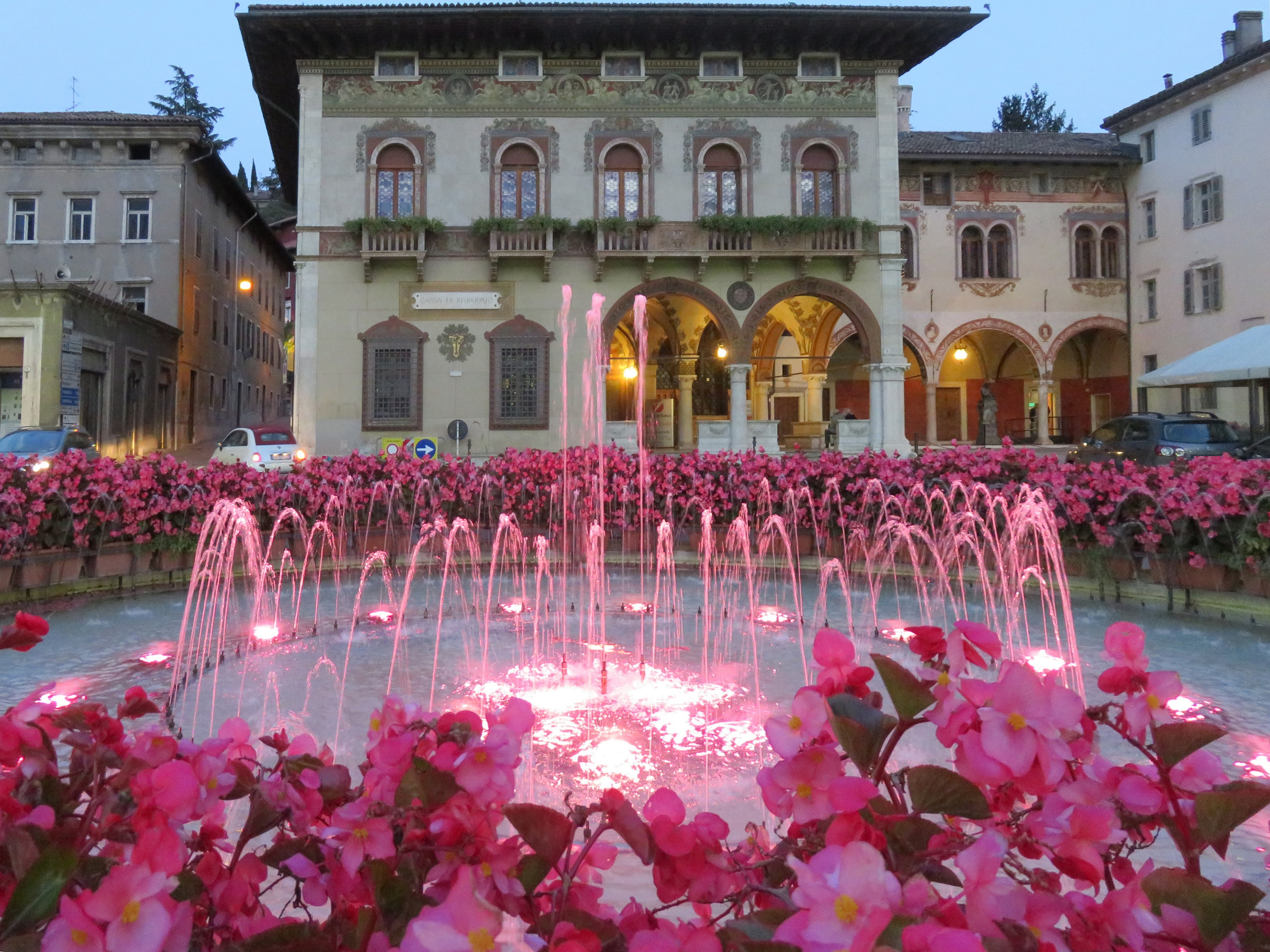
نافورة روزميني.

روفيريتو (النطق الإيطالي:{rove’ to} ؛«خشب السنديان الكورنيش» هي مدينه ومدينه في ترينتينو في شمال إيطاليا، وتقع في وادي فالقاريان على نهر اديج.

## التاريخ
كانت روفيريتو مدينة قلعه قديمه تقع على الحدود بين أسقفية ترينتو - وهي دولة مستقلة حتى عام 1797 -وجمهورية البندقية، وثم من بعد بين النمسا وتيرول وإيطاليا. خلال الفترة النمساوية كانت معروفة بأسمائها الجغرافية الألمانية روفريت وروفيريث .

## جغرافية
تقع روفيريتو شرق ريفا ديل جاردا (في الزاوية الشماليه الغربية لبحيرة جاردا). روفيريتو هي المدينة الرئيسية في منطقة فالاجارينا.
تقع المدينة على الحافة الجنوبيه لجبال الألب الإيطالية، بالقرب من جبال الدولوميت. يحدها من الشرق مونتي سينغيالتو (686 متر (2,251 قدم) فوق مستوى سطح البحر) إلى الشرق.

## المعالم السياحية الرئيسية
- القلعة، التي بناها كونتات كاستلباركو في القرنين الثالث عشر والرابع عشر، ثم وسعها فيما بعد البنادقة خلال حكمهم لروفيريتو.
- يقع متحف الحرب الإيطالية (Museo Storico Italiano della Guerra) داخل القلعة. تأسس متحف الحرب الإيطالية في عام 1921 في ذكرى الحرب العالمية الأولى وفيه توجد أسلحة ووثائق محفوظة تتعلق بالحروب من القرن السادس عشر إلى القرن العشرين.
- الجرس العظيم Maria Dolens ، أحد أكبر الجرس خارج روسيا وشرق آسيا، وثاني أكبر جرس يتأرجح في العالم بعد جرس القديس بطرس بكاتدرائية كولونيا. تم بناء Maria Dolens («مريم العذراء الحزينة») بإلهام من كاهن محلي، بين عامي 1918 و 1925، لإحياء ذكرى الذين سقطوا في جميع الحروب، وحتى يومنا هذا يبدو الأمر للموتى كل يوم. كانت في الأصل فكرة وطنية وليست سلمية، وهي تعتبر اليوم مزارًا للسلام.
- يقدم متحف MART للفن الحديث والمعاصر في Trento و Rovereto معارض مؤقتة وأنشطة تعليمية ولديه مجموعة دائمة رائعة.
- Casa d'Arte Futurista Depero ، المتحف الإيطالي الوحيد المخصص للحركة المستقبلية، ويحتوي على 3000 قطعة. يعد Casa d'Arte Futurista Depero أحد أماكن MART . تم إغلاقه لسنوات عديدة للتجديد الشامل، وأعيد افتتاحه في عام 2009.[6]

في منطقة لافيني دي ماركو، تم العثور على آثار أقدام للديناصورات. وقد تم تحديد الأنواع على انها العاشبة مثل Camptosaurus وآكلة اللحوم ديلوفوسورس .
يستضيف ماركو أيضًا انهيارًا أرضيًا كبيرًا ذكره دانتي أليغييري في كتابه Divina Commedia) :"Qual è quella ruina che nel fianco di qua da Trento l'Adice percosse ، o per tremoto o per sostegno manco "(Inferno، canto XII).

## الاقتصاد
كانت روفيريتو في الماضي مركزًا مهمًا لصناعة الأقمشة الحريرية. حاليا، النبيذ، المطاط، الشوكولاته، النظارات والقهوة هي الأعمال التجارية الرئيسية في المدينة.
روفيريتو هي مسقط (1941) من Sferoflex النظارات، التي استحوذت عليها الآن أكثر من LUXOTTICA . الشركات الأخرى ذات الصلة الموجودة في روفيريتو هي Marangoni Pneumatici، Sandoz Industrial Products Sp A. ،Cioccolato Cisa ، و Metalsistem . روفيريتو هي أيضًا موطن لشركة Pama Sp ومنشئ الأدوات الآلية.

## المواصلات
تشكلة محطة سكة الحديد روفيريتو، التي تم افتتاحها في عام 1859، ويشكل جزءًا من سكة الحديد برينر التي تربط فيرونا بإنسبروك.

## اشخاص
- أرماندو أستي (من مواليد 6 يناير 1926)، متسلق جبال إيطالي مؤثر في فترة ما بعد الحرب
- غاسباري أنطونيو كافالكابي باروني (1682-1759) رسام باروكي
- سيلفانو بريسادولا (1906-2002)، لاعب كرة قدم
- Fortunato Depero (1892–1960)، فنان
- جياكومو جوتيفريدو فيراري (1763-1842)، موسيقي.
- فاليريو فيرافانتي (من مواليد 28 مارس 1958)، مؤسس الجماعة الإرهابية الفاشية الجديدة Nuclei Armati Rivoluzionari
- ماريا بيا غارديني (1936-2012)، رائدة أعمال وناقدة للسيانتولوجيا
- ماركو مارتينيلي (مواليد 1965)، لاعب كرة طائرة سابق حصل على 155 مباراة مع المنتخب الإيطالي للكرة الطائرة للرجال
- ماسيمو بارزياني (مواليد 1992)، متسابق دراجات نارية
- بيانكا لورا سايبانتي (1723-1797)، شاعر
- أنطونيو روزميني سيرباتي (1797-1855)، كاهن وفيلسوف ومؤسس معهد الأعمال الخيرية (The Rosminians)
- باولو سيغانتي (مواليد 20 مايو 1965)، ممثل، مؤلف
- إيلينا تونيتا (مواليد 1988)، رامي السهام وبطل أوروبا الناشئين 2005
- جيرولامو تارتاروتي (مواليد 1706)، مؤلف
- جوزيبي توماسيلي (1758-1836)، فحوى أوبرالية
- غوستافو فينتوري (1830-1898)، عالم أحياء يعيش الآن في معشبة متحف Tridentino di Scienze Naturali في ترينتو.
- ريكاردو زاندوناي (مواليد 1883)، ملحن

## المدن التوأم والمدن الشقيقة
روفيريتو توأمة مع:
- Bento Gonçalves, Brazil
- Dolní Dobrouč, Czech Republic
- Forchheim, Germany
- Kufstein, Austria

## روابط خارجية
- الموقع الرسمي
- متحف مارت للفن الحديث والمعاصر في ترينتو وروفيريتو[وصلة مكسورة]
- مدونة OcchioDiRovereto
- ماسا كريتيكا روفيريتو
- متحف الحرب الإيطالي في روفيريتو
- ViaggiaRovereto (تطبيق Android) - تم تنفيذه كجزء من مشروع SmartCampus نسخة محفوظة 26 يوليو 2019 على موقع واي باك مشين. ، وهو المشروع البحثي الذي أسسته TrentoRise نسخة محفوظة 12 فبراير 2016 على موقع واي باك مشين. و UNITN و FBK